# Lockheed A-12
Lockheed A-12 byl výškový průzkumný letoun schopný rychlosti Mach 3+ postavený pro Ústřední zpravodajskou službu (CIA) společností Lockheed a její divízí Skunk Works na základě návrhů Clarence „Kellyho“ Johnsona. Letoun byl označen A-12 jako dvanáctý v řadě interních návrhů a úsilí jako „Archangel“, což je interní kódové označení letadla. V roce 1959 byl vybrán místo návrhů firmy Convair (Kingfish) jako vítěz projektu GUSTO. Vyvinut a provozován byl v rámci projektu Oxcart. Šlo o nejvýkonnější průzkumné letadlo 20. století. Bylo vyrobeno jako nástupce slavného výškového průzkumného letounu Lockheed U-2. Mnohem známější armádní verze nesla označení SR-71.
Zástupci CIA zpočátku upřednostňovali návrh firmy Convair pro jeho menší radarový průřez, ale specifikace A-12 byly o něco lepší a jeho předpokládaná cena byla mnohem nižší. Rozhodující se ukázaly výsledky jednotlivých společností. Práce na B-58 společnosti Convair byla sužována zpožděními a překročením nákladů, zatímco Lockheed vyrobil U-2 včas a v rámci rozpočtu. Kromě toho měl Lockheed zkušenosti s provozováním „Black projectu“.
A-12 se vyráběl v letech 1962 až 1964 a létal v letech 1963 až 1968. Byl předchůdcem dvoumístného prototypu stíhacího letounu YF-12 amerického letectva, odpalovacího zařízení M-21 pro dron D-21 a SR-71 Blackbird, o něco delší varianty schopné nést větší náklad paliva a fotografického zařízení. A-12 začal létat v roce 1967 a jeho poslední mise byla v květnu 1968; program a letadla byly vyřazeny v červnu téhož roku. Program byl oficiálně odhalen v polovině 90. let.
Důstojník CIA později napsal: "Oxcart byl vybrán z náhodného seznamu kódových jmen pro označení tohoto výzkumu a vývoje a všech pozdějších prací na A-12. Samotné letadlo se tak začalo nazývat také." Posádky pojmenovaly A-12 Cygnus, jak navrhl pilot Jack Weeks, aby se řídil praxí Lockheed pojmenování letadel po nebeských tělesech.

## Mlhavé počátky
Lockheed U-2 bylo letadlo, které umožňovalo CIA získávat cenné zpravodajské informace z území východního bloku. Snadnost s jakou ruská radarová stanoviště zachycovala a sledovala pohyb U-2 nad svým územím prakticky od počátku jeho operačního nasazení dávala tušit, že letadlo bude za stávajících podmínek použitelné maximálně několik následujících let. Sestřelení F. G. Powerse při letu nad Sverdlovskem poskytlo další impuls k úvahám na téma nástupce U-2.

### GUSTO
Prezident Eisenhower schválil v roce 1958 projekt Gusto, jehož cílem bylo vybrat koncepci letadla schopného létat extrémně rychle ve velmi vysokých výškách. Předpokládaná návrhová rychlost byla trojnásobek rychlosti zvuku ve výškách okolo 28 kilometrů. Oslovena byla společnost Convair a Lockheed. Poradní panel složený ze zástupců Ministerstva obrany, letectva a CIA vybral v srpnu 1959 návrh společnosti Lockheed. Projekt byl uzavřen.

### OXCART
Program, jehož cílem bylo postavení dvanácti letadel podle návrhu projektu GUSTO dostal krycí jméno OXCART (volský potah). Hodnota kontraktu byla 100 milionů dolarů. Letadlo vyvíjela divize Skunk Works společnosti Lockheed, hlavním konstruktérem se stal Clarence L. Kelly Johnson. Johnson experimentoval s mnoha návrhy, včetně kombinace proudového a náporového motoru. Letadlo bylo jakožto nástupce U-2 známého jako Angel, vyvíjeno pod krycím názvem Archangel. Odtud také pochází označení A-12 - jednalo se o dvanáctý návrh konfigurace letounu. V konečné verzi se jedná o dvoumotorový středoplošník.

## A-12

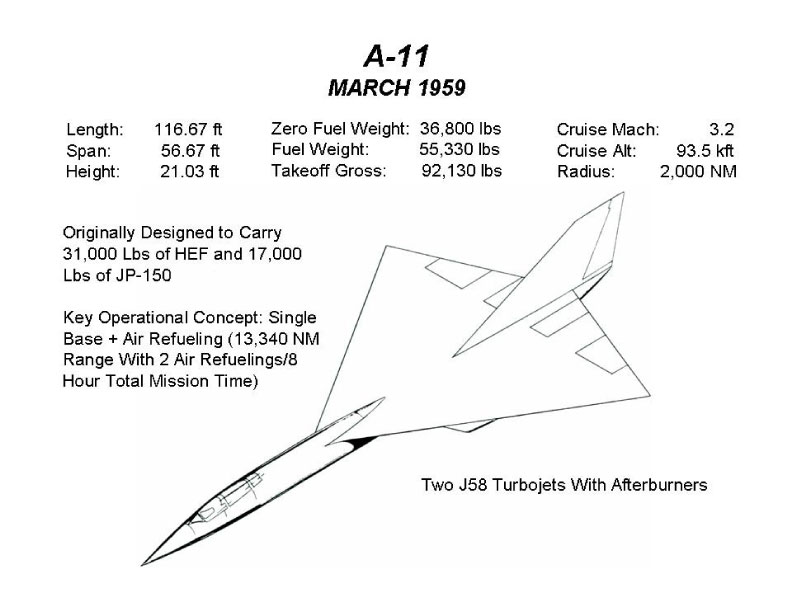
Návrh A-11 (březen 1959)

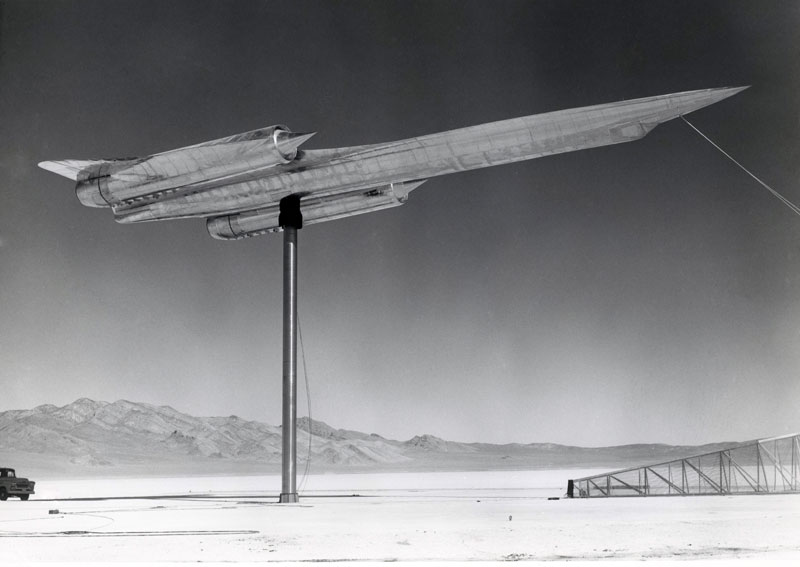
A-12 během testů

Konstrukce letadla je titanová, což přineslo mnoho problémů se zpracováním a dílenskými přípravky. Lockheed díky jeho použití v A-12 získal neocenitelné technologické zkušenosti při práci s tímto kovem.
A-12 využívá nádrže v křídlech a tak se dalším problémem stalo palivo. Pro OXCART bylo vyvinuto speciální palivo, které vydrží vysoké teploty vznikající při letu rychlostí Mach 3. Stejně tak musela být vyvinuta mazadla a další přípravky, které umožní práci motoru J58.
Jednou ze zajímavostí jsou nádrže. Právě díky vysokým teplotním rozdílům a teplotní roztažnosti bylo třeba nechat jednotlivým dílům vůli. Tato vůle ovšem znamenala, že letadlo po natankování na zemi teklo jako cedník. Problém s těsností nádrže nebyl nikdy uspokojivě vyřešen a při běžném provozu bylo natankováno jenom tolik paliva, aby se letadlo dostalo do vzduchu, kde dotankovalo z tankeru KC-135 a okamžitě vystoupalo do operační výšky. Při vyšších rychlostech se materiál roztáhl a nádrže se tak utěsnily.
Vzhledem k tomu, že Kelly Johnson potřeboval ušetřit hmotnost letadla, neuvažoval o izolaci kabiny, což v praxi znamenalo, že v kabině bylo nadměrné horko a pilot musel mít po celou dobu letu speciální oblek s vlastním chlazením, kontrolou tlaku a dalšími systémy pro podporu života.
Jedním ze základních požadavků byla redukce radarového odrazu (RCS). Testy na modelech probíhaly na základně Groom Lake ve Nevadě. Právě snahy o minimalizaci RCS daly letounu A-12 neobvyklý tvar. Dalšího snížení RCS bylo dosaženo použitím speciálních plastů u náběžných hran - plasty byly na tak důležité součásti letadla použity vůbec poprvé.
Dalším z problémů byl motor: již při pracích na projektu GUSTO byl uvažován motor Pratt & Whitney J58. Motor J58 byl původně projektem námořního letectva a měl být schopen pracovat i při rychlostech okolo trojnásobku rychlosti zvuku. Námořní letectvo později od projektu motoru J58 ustoupilo, ale Prat & Whitney byla přizvána k projektu GUSTO a souhlasila s tím, že upraví svůj motor pro potřeby projektu OXCART. P&W čelila mnoha problémům spojeným s vývojem motoru pracujícího v extrémních podmínkách a čerpané prostředky málem ohrozily celý projekt OXCART.

### Fotopřístroj
Základní „zbraní“ průzkumného letadla jsou jeho oči. Vývoj fotopřístroje pro A-12 byl zadán společnostem Perkin-Elmer, Hycon a Eastman Kodak. Všechny tři společnosti dodaly své specifikace.
Perkin-Elmer navrhl přístroj označený jako Type-1, používal objektiv o ohniskové vzdálenosti 457 milimetrů a světelnosti f/4.0. Pás filmu široký přibližně 16 centimetrů byl dlouhý více než 1.5 kilometru. Rozlišovací schopnost přístroje činila přibližně 30 centimetrů a z návrhové výšky pro A-12 pokrýval pás široký asi 110 kilometrů.
Přístroj značený jako Type-II byl navržen Kodakem, používal objektiv o ohniskové vzdálenosti 533 milimetrů a filmový pás o šířce 20 centimetrů o délce téměř tři kilometry (2940 metrů). Šířka záběru tohoto přístroje byla přibližně 95 kilometrů s rozlišovací schopností 40 centimetrů.
Posledním z navržených přístrojů byl Type-IV firmy Hycon. Type-IV byl nástupce přístroje typu B používaného v první generaci letadel U-2. Objektiv o ohniskové vzdálenosti 1220 milimetrů a světelnosti f/5.6 pokrýval sice jenom 40 kilometrů, ale měl rozlišovací schopnost 20 centimetrů. Film byl široký 24 centimetrů a na délku měřil více než 4 kilometry. Lehce modifikovaný přístroj známý jako fotopřístroj H byl používán i v letounech U-2R (U-2 druhé generace).
Pro účely projektu OXCART byly vybrány všechny tři přístroje, ovšem než mohly být použity, bylo třeba vyřešit zásadní problém, kterým se stalo okénko v trupu, skrz které bude přístroj fotografovat. Sklo nesmělo zkreslovat obraz a muselo vydržet teplotní rozdíly okolo dvou set stupňů Celsia. Vývoj tohoto okénka stál dva miliony dolarů a trval tři roky.

### První letoun, testy

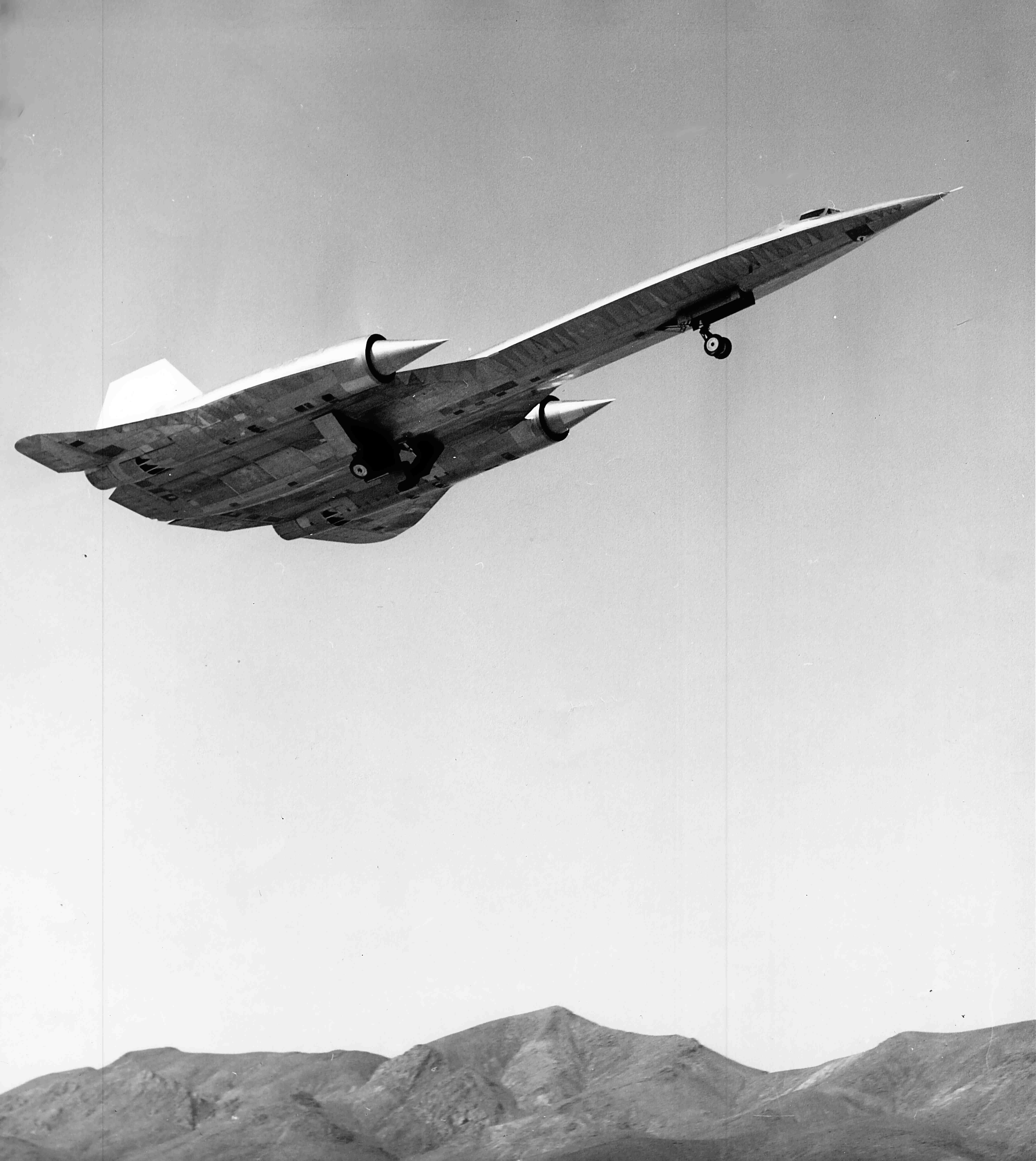
A-12 pilotovaný Louisem Schalkem při vzletu roku 1962.

První A-12 (Article 121) byl dodán na základnu Groom Lake v únoru 1962. Nebyl osazen motory J58, ale staršími J75, protože Pratt & Whitney se dostala do potíží s vývojem a dodávka motorů se protahovala. První neoficiální let se uskutečnil 25. dubna 1962, kdy testovací pilot Lockheedu Louis Schalk letěl přibližně 3 kilometry asi 10 metrů nad zemí. Následující den se uskutečnil první let (tzv. maiden flight), který trval asi 40 minut. První oficiální let za přítomnosti zástupců CIA se uskutečnil 30. dubna a byl úspěšný - trval přibližně hodinu a letadlo se chovalo zcela dle očekávání.
Základní problém letových zkoušek bylo jejich utajení: NORAD i FAA byly upozorněny, že radaroví operátoři a letoví dispečeři nemají kontaktovat letadla létající vysoko a rychle. Existence letadla byla odhalena a prezident Johnson se o něm zmínil v roce 1964 jako o experimentálním výzkumném letadle A-11. V listopadu 1965 byly testy ukončeny a OXCART byl připraven pro operační nasazení.
Zajímavostí je, že velké množství hlášených pozorování UFO byla CIA schopna přiřadit jednotlivým letům letadel U-2 a A-12 .
Méně známou skutečností je, že jelikož USA v té době ještě průmyslově neprodukovaly titan potřebný k výrobě draku tohoto letounu, byl tento nakupován CIA prostřednictvím nastrčených firem od jediného výrobce, a to SSSR. Paradoxně byl tedy Sovětský svaz jedním z hlavních "dodavatelů" materiálu pro výrobu letadla určeného k "boji" proti němu samotnému.

## Služba

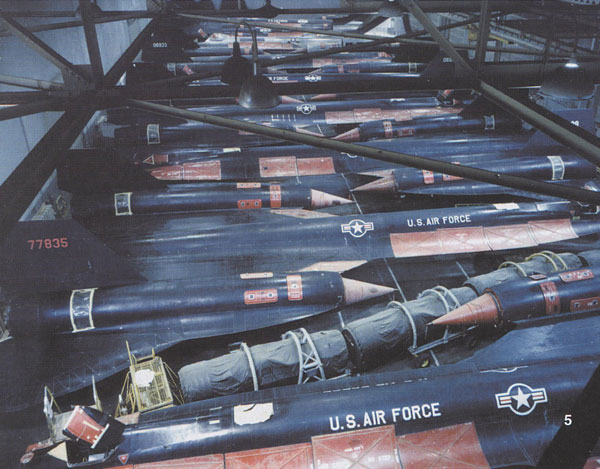
Uskladněné stroje A-12 v Palmdale

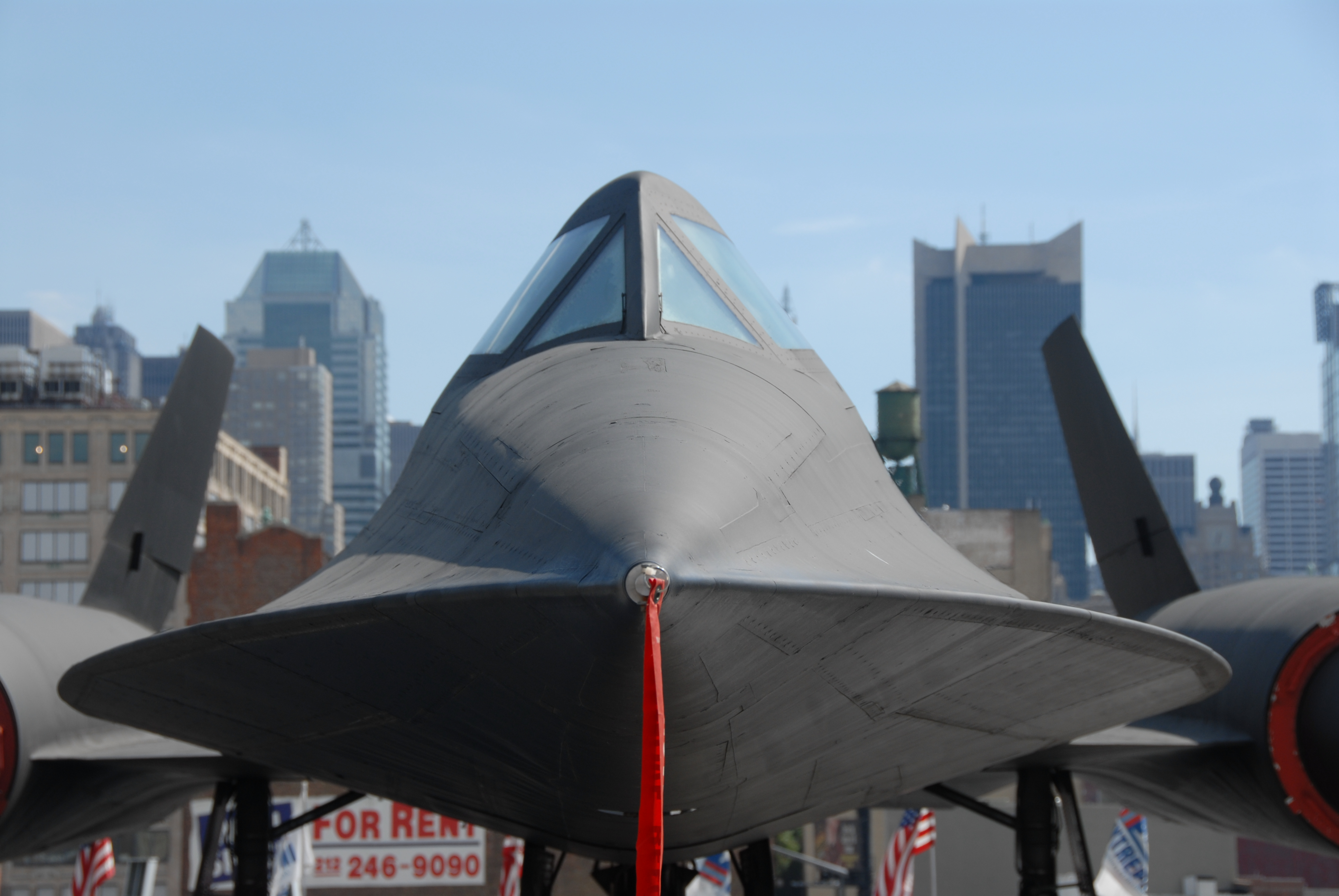
A-12 na palubě Intrepid Sea-Air-Space Museum

Letoun byl sice připraven, ale technický pokrok radarových a obranných systémů zasel pochybnosti o tom, zda může být letoun nasazen k předpokládané činnosti, tedy k přeletům východního bloku. Rozvoj špionážních satelitů též hrozil, že tak drahý projekt, jako je OXCART nebude k tomuto účelu třeba.
Satelitní průzkum má ovšem i své nevýhody - oběžné dráhy satelitů se mění velmi obtížně a satelit je sice z dlouhodobého hlediska (například průzkum Sovětského svazu) výhodnější, ale v případě potřeby rychlé reakce je třeba letadlo. To se prokázalo například během karibské krize. V tomto případě je ovšem ještě flexibilnější letoun U-2, který může být nasazen do týdne kdekoliv. A-12 a jeho podpůrné systémy vyžadují značné úsilí k aktivaci a přesunu k místu nasazení.
Již v roce 1964 začaly vznikat plány na nasazení A-12 na Kubě (projekt SKYLARK). Tento plán se ovšem nikdy neuskutečnil. První reálné nasazení si A-12 odbylo v jihovýchodní Asii během vietnamské války.
Na základnu Kadena v Japonsku se v květnu 1967 přesunul podpůrný personál a dva stroje A-12. 31. května 1967 letěl A-12 na svůj první operační let. Ten trval téměř 4 hodiny, probíhal při rychlosti mach 3,1 ve výšce 28 kilometrů a vedl přes Severní Vietnam a přes demilitarizovanou zónu na severu. Během letu bylo vyfotografováno 70 ze 120 známých stanovišť PVO. Podle detekčních systémů letadla proběhl let aniž by byl zaznamenán vietnamskou nebo čínskou protivzdušnou obranou.
Typická mise představovala start z Kadeny, doplnění paliva ve vzduchu. Po průletech nad prozkoumávaným územím následovalo doplnění paliva nad Thajskem a návrat na základnu Kadena. Jeden průlet nad Vietnamem trval 12 minut. Letadlo mělo poloměr obrátky téměř 140 kilometrů, a tak se při obrátce a přibližování k druhému průletu často dostalo až nad území Číny.
Vyskytly se i pokusy o sestřelení A-12. 30. října 1967 sledovala radarová stanoviště vietnamské PVO letoun při prvním průletu, ale rakety odpáleny nebyly. Při druhém průletu bylo odpáleno minimálně šest raket. Tři střely vybuchly za letadlem, které v té chvíli letělo rychlostí mach 3,1 ve výšce 29,5 kilometru. Prohlídka letadla ukázala, že část rakety pronikla pláštěm křídla a zasekla se o pomocný nosník palivové nádrže.
Letadlo provedlo také tři přelety Severní Koreje. Tyto lety byly provedeny v souvislosti s incidentem, při kterém byla zajata loď USS Pueblo.
Několik operačních plánů na nasazení bylo zamítnuto - jednalo se zejména o operace Skylark a Scope Logic.

## Konec projektu
Projekt byl oficiálně ukončen 8. června 1968. Jedním z důvodů bylo postupné převádění vzdušného průzkumu z CIA na letectvo. V případě A-12 ovšem nedošlo k předání letounů USAF, ale k jejich uskladnění. Letectvo používalo verzi SR-71, která ovšem nedosahovala výkonnostních parametrů A-12. Celkem bylo vyrobeno 15 letounů A-12 (z toho jeden cvičný ve dvoumístné verzi). Hlavním přínosem nebyly jeho průzkumné schopnosti, ale nové technologické poznatky z oblastí aerodynamiky, fotografie a dalších oborů. Nelze zapomenout zkušenosti se zpracováním titanu, které byly později využity při vývoji letounů typu stealth (projekt Have Blue a letadlo F-117).

## Specifikace (A-12)

### Technické údaje
- Posádka: 1-2
- Délka: 31,26 m
- Rozpětí: 16,97 m
- Výška: 5,64 m
- Plocha křídel: 170 m²
- Hmotnost (prázdný): 30 600 kg
- Hmotnost (naložen): 53 000 kg
- Pohonná jednotka: 2× proudový motor Pratt & Whitney J58-1, každý o tahu 144,57 kN
- Užitečný náklad: 1 100 kg senzorů

### Výkony
- Maximální rychlost: Mach 3,35 ve 24 285 m
- Dolet: 4 000 km
- Dostup: 29 000 m
- Stoupavost: 60 m/s
- Zátěž křídel: 320 kg/m²
- Tah/Hmotnost: 0,56